# Bespisningsundren

Lucas Cranach den äldres Kristus bespisar folket med fem bröd och två fiskar (cirka 1540).

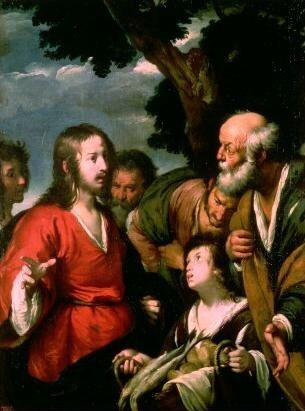
Bespisningsundret av Bernardo Strozzi, tidigt 1600-tal.

Bespisningsundren är en gemensam benämning på två av de Jesu under där Jesus välsignar små mängder bröd och fisk, som sedan räcker till tusentals personer, och mer blir över än vad som fanns från början.
Det första bespisningsundret, "Jesus mättar fem tusen", är det enda undret (förutom Jesu uppståndelse) som nämns i alla fyra kanoniska evangelier: Matteus 14:13–21, Markus 6:31–44, Lukas 9:10–17 och Johannes 6:5–15.
Det andra miraklet, "Jesus mättar fyra tusen", skildras i Matteus 15:32-16:10 och Markus 8:1-9, men inte av Lukas eller Johannes.